# 多毛扁芒菊
多毛扁芒菊（学名：Allardia huegelii）为菊科扁芒菊属的植物。分布于印度西北部以及中国大陆的西藏等地，生长于海拔5,800米的地区，多生长于山口平台石下，目前尚未由人工引种栽培。